# Protesty uczniów w Cesarstwie Środkowoafrykańskim
Protesty uczniów w Cesarstwie Środkowoafrykańskim – protesty licealistów i studentów, które miały miejsce w dniach 17-19 kwietnia 1979 w Cesarstwie Środkowoafrykańskim (obecnie Republika Środkowoafrykańska). Bezpośrednią przyczyną było zmuszenie do chodzenia do szkoły w drogich, jednakowych mundurach.
Cesarz kraju Jean-Bédel Bokassa skazał protestujących na tortury i karę śmierci. Według niektórych plotek, Bokassa uczestniczył w niektórych egzekucjach oraz jadł ciała ofiar.
Według różnych źródeł, w wyniku protestów zginęło od 100 do 200 osób.
Manifestacje uczniów poruszyły opinię światową, która nie zwracała wcześniej większej uwagi na kwestię praw człowieka w Cesarstwie Środkowoafrykańskim. W wyniku krwawo stłumionych protestów, zabójstw politycznych i oskarżeń o kanibalizm Francja wstrzymała pomoc finansową dla tego kraju.